# Kozerki
Kozerki – wieś sołecka w Polsce położona w województwie mazowieckim, w powiecie grodziskim, w gminie Grodzisk Mazowiecki.
| SIMC    | Nazwa        | Rodzaj    |
| ------- | ------------ | --------- |
| 0002275 | Podchyliczki | część wsi |

W latach 1954–1959 wieś należała i była siedzibą władz gromady Kozerki, po jej zniesieniu w gromadzie Grodzisk Mazowiecki. W latach 1975–1998 miejscowość administracyjnie należała do województwa warszawskiego.